# Gene Littles
Eugene Scape Littles, detto Gene (Washington, 29 giugno 1943 – 9 settembre 2021), è stato un cestista, allenatore di pallacanestro e dirigente sportivo statunitense, professionista nella ABA e nella NBA.

## Carriera
Fu selezionato dai New York Knicks al quinto giro del Draft NBA 1969 (68ª scelta assoluta).

## Palmarès

### Giocatore
- Campionato ABA:

Kentucky Colonels: 1975
- Ventesimo miglior giocatore per palle rubate di sempre ABA
- Ventinovesimo per numero di assist di sempre ABA